# Evangelium podle Jidáše

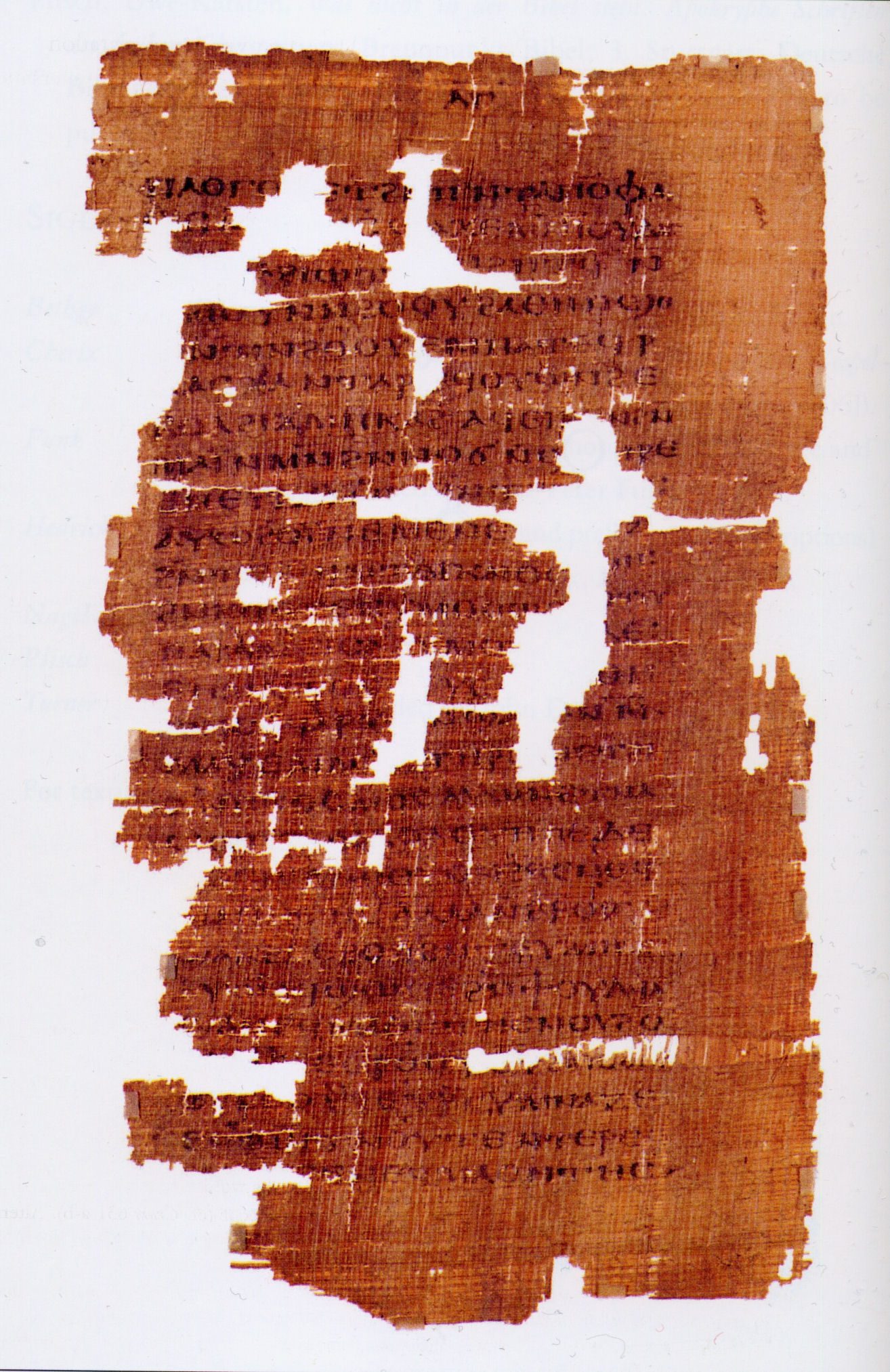
První strana Jidášova evangelia

Evangelium podle Jidáše čili Jidášovo evangelium je jedním z gnostických evangelií. O takto nazvaném textu se ve svém spisu Adversus haereses zmiňuje kolem roku 180 Irenej z Lyonu. Původní, dnes ztracený řecký text Evangelia podle Jidáše tedy vznikl před rokem 180, zřejmě kolem poloviny 2. století, a to pravděpodobně v prostředí gnostické skupiny kainitů. Dochovaný koptský překlad, který je součástí kodexu Tchacos, vznikl pravděpodobně kolem roku 200. Právě díky tomuto překladu bylo evangelium roku 2006 po náročných rekonstrukcích předloženo veřejnosti.

## Charakteristika díla
Evangelium podle Jidáše se řadí mezi gnostická především proto, že je v něm předkládána jedna z raných odchylek poapoštolské spirituality synkretizující řeckou filosofii s křesťanstvím, té, která na první místo řadí mystické poznání Boha a jednoty lidského individua s Bohem. Toto chápání zároveň popíralo roli prostředníka nebo Božího zástupce na zemi. Gnostikové neodsuzovali hřích a nevíru, ale neznalost. Cesta ke spáse pro ně nevedla přes víru v ukřižovaného a vzkříšeného Ježíše a následné skutky víry (jako v křesťanském světonázoru), ale skrze správné poznání, a to nejen sebe samých, ale především jejich představy a interpretace Boha. Na některých místech v textu se setkáváme s ostrými výpady proti oficiálním představitelům křesťanské církve i proti jedenácti apoštolům, ti prý nikdy nepochopí pravou podstatu Ježíšova působení na zemi a půjdou cestou omylů – jediným vyvoleným je Jidáš. V textu nenajdeme popis celého Ježíšova života, ale pouze posledních osm dní před jeho zatčením. Ježíšova podoba také není jednoznačná, někdy se zjevuje jako dospělý muž, jindy jako malé dítě.

## Obsah díla
Evangelium se skládá z řady rozhovorů Ježíše s Jidášem a ostatními učedníky. Některé z těchto rozhovorů zřetelně poukazují na Jidášovu nadřazenost, díky tomu, že pochopil Ježíšovo učení, a zároveň tím zesměšňují ostatní apoštoly - což je mj. přímým popřením biblického požadavku "nesnižovat bratra" (Matouš 5:22). Rozhovory Ježíše s Jidášem jsou uskutečněny díky tomu, že Jidáš se nebojí před Ježíšem postavit, a následně díky rozhovorům pochopí Ježíšovo učení o Bohu. Bůh je v Ježíšově podání zcela odlišný od toho, jak jej chápou apoštolové. Ježíš předkládá základní „gnostické pravdy“ o světě, Bohu, kosmu a tvoření bytostí. Základním posláním Ježíše je předat tajné spásné učení, nikoli vykoupení lidstva svou smrtí. Smrt je pouze prostředkem ke zbavení se hmotného těla. Z tohoto důvodu evangelium končí vydáním Ježíše na smrt; základ křesťanské víry o tom, co následuje po ní, nepovažuje za důležitý.

## Ukázka z textu (úvod)
Tajné pojednání o sdělení, které Ježíš předal Jidášovi Iškariotskému během osmi dnů tři dny před tím, než slavil velikonoční večeři.